# Giovanni Memmi
Giovanni Memmi (Castelpetroso, 14 febbraio 1921 – Isernia, 29 giugno 2021) è stato un politico italiano.

## Biografia
Nato a Castelpetroso nel 1921, ha svolto la professione di insegnante di scuola elementare dal 1941 al 1978.
Ha militato politicamente nelle file della Democrazia Cristiana, ricoprendo vari uffici pubblici nel Molise, quale sindaco del suo comune natale dal 1952 al 1956 e dal 1960 al 1970, segretario della sezione DC di Indiprete dal 1946 al 1956, e incarichi presso l'Unione delle province d'Italia. A Castelpetroso si distinse per le sue attenzioni in materia di istruzione, realizzando gli edifici scolastici del paese e della frazioni di Indiprete e Guasto.
Nel 1970 venne eletto nella prima legislatura della Provincia di Isernia, e nel 1975 venne eletto presidente della provincia una prima volta, poi di nuovo nel 1982. Da presidente inaugurò la nuova sede dell'amministrazione provinciale in via Berta, nel gennaio del 1985 alla presenza del ministro Remo Gaspari. Socio fondatore del Consorzio industriale di Isernia-Venafro, fu tra i fautori dello sviluppo industriale di Pozzilli. Rimase in consiglio provinciale fino al 1990, anno in cui si ritirò dalla vita politica. Morì il 29 giugno 2021 all'età di cent'anni.